# Waldhausen im Strudengau
Waldhausen im Strudengau település Ausztriában, Felső-Ausztria tartományban, a Pergi járásban. Tengerszint feletti magassága 470 méter, területe 46,85 km².

## Elhelyezkedése
Waldhausen im Strudengau Dimbach, Dorfstetten, Sankt Oswald, Nöchling, Sankt Nikola an der Donau és Bad Kreuzen településekkel határos.

## Népesség
| Lakosok száma | 2903 | 2870 | 2853 |
|               | 2016 | 2018 | 2023 |